# HTBasic
HTBasic（也称Rocky Mountain BASIC、 RMB、RM-BASIC），是BASIC程序设计语言的一种方言，由惠普公司发明。特别流行于GPIB現場總線的电子测试设备的控制领域。独有特性包括：事件驅動程式設計、广泛的外部I/O支持、复数数据类型、矩阵操作函数等。现在，仍有大量过去投资于HTBasic软件、硬件与专门知识的地方仍在使用这种语言。

## 历史
惠普公司在科罗拉多州的部门最初研发出的BASIC，故命名为落基山BASIC（Rocky Mountain BASIC）。1972年上市的HP 9830A，是9800系列可编程计算器的高端产品，是惠普第一款（在只读内存ROM中）安装了BASIC解释器的计算机。通过ROM可以扩展特性包含大规模存储、绘图仪、字符串变量、矩阵操作等。它有一个单行的LED面板，支持行编辑。1970年代末期更快的HP 9835与HP 9845台式机带有CRT屏幕显示器，目标用户是科技人员用于工程计算与仪器控制。随后的HP 9826与HP 9836是HP 9000系列计算机的开创之作。这些计算机都运行HP BASIC。经常被用于GPIB現場總線的惠普电子测试设备的控制计算机。
HP 9000平台上的早期BASIC称作HP BASIC/WS，运行于摩托罗拉68xxx系列微处理器的HP Work Station (WS)计算机，提供了操作系统、集成开发环境、调试器、语言解释器的功能。后来，惠普在HP-UX平台上也实现了这个BASIC，称作BASIC/UX。BASIC/UX 300运行在300系硬件，BASIC/UX 700运作在700系硬件。
随着技术发展，惠普能够把这个BASIC嵌入到测试设备，其功能随实现而不同。这些实现有多个名字，包括HP Instrument BASIC与Board Test BASIC (BT-BASIC)。
惠普在Microsoft Windows平台上移植了HP Instrument BASIC for Windows。
在犹他州奥勒姆的另一家公司TransEra创建了运行于IBM PC硬件上的HP BASIC的一个克隆版实现，称为High Tech BASIC，或HT BASIC（现在的HTBasic）。惠普后来颁发许可证给HT BASIC，并重命名为HP BASIC for Windows。它与惠普自己的"HP Instrument BASIC for Windows"不是一回事。虽然HTBasic基本上解释执行，但也有一个编译器可用。在原有HP UNIX上的BASIC程序经过修改可移植到Windows上。源文件扩展名为.PRG，表示用STORE存储的文件。
惠普保留了BASIC/UX 700（E2045C, BASIC for HP-UX 10.20）直到把它的仪器部门剥离出去独立为安捷伦科技。
位于科罗拉多州拉夫兰的Test & Measurement Systems, Inc.（"TAMS"）于1998年获得了HP BASIC/WS与BASIC/UX 300产品责任，提供老软件产品的售后支持。TAMS从安捷伦科技公司获得了BASIC/UX 700，并移植到HP-UX 11i与Red Hat Enterprise Linux。HP-UX 11i的实现也称作"BASIC for 11i"或"BASIC/UX 11i"。红帽版实现也称作"BASIC for Linux","BASIC/LX" or "RMBLX"。TAMS与2016年3月31日歇业。